# Alan Laurillard
Alan Laurillard (Vancouver, 20 april 1946) is componist, workshopleider, saxofonist, toetsenspeler en samplekunstenaar. Hij speelt jazz, improvisatie- en niet-westerse muziek. Voor zijn werk als muzikant, orkest- en workshopleider en aanjager van de Groninger jazzscene ontving Alan Laurillard in 1982 de Boy Edgar Prijs en vier jaar later de Henri de Wolf Jazzprijs.

## Jeugd, studie en vroege carrière in Canada
Van 1955 tot 1963 was hij lid van het North Vancouver School Orchestra, waarmee hij in 1960 het Canadese kampioenschap voor schoolorkesten won. In deze periode studeerde hij ook muziekleer en compositie bij Gordon Webster.
Naast de tenorsaxofoon maakte Laurillard zich tevens de piano en het slagwerk eigen. Tussen 1959 en 1972 werkte hij als semiprofessioneel saxofonist en arrangeur voor diverse rock and roll- en rhythm and bluesgroepen en big bands. De soulgroep The Accents (1962-1967) was daarvan de meest prominente. Aan de University of British Columbia voltooide hij zijn studie Werktuigbouwkunde. Hij zou nimmer als ingenieur werken.

## Jaren zeventig
In 1972 vestigde hij zich in Amsterdam, waar hij een baan vond als technicus en studiobeheerder van cultureel centrum Oktopus. Daar organiseerde hij ook zijn eerste workshops. Hij richtte zijn Elastiek Band op en werkte met organist Herbert Noord, met wie hij in 1976 op de plaat debuteerde.
Een jaar eerder was Laurillard naar het Groninger dorp Eenrum verhuisd. In de stad Groningen, tijdens sessies in Muziekkafee Lenting, maakte hij kennis met plaatselijke ‘vrije’ muzikanten als pianist Ko de Regt, bassist Gwan Kwee en multi-instrumentalist en performer Harry de Wit.
Hij volgde cursussen bij Herman Schoonderwalt, Misha Mengelberg en Han Bennink en formeerde in 1978 met pianist Robert Rettich het Super Jazz Kwartet, dat frequent in dancing De Troubadour en andere lokale etablissementen optrad. In dezelfde periode begon hij met het organiseren van uiteenlopende workshoporkesten.
Met saxofonist Frans Vermeerssen richtte hij het Vertical Saxophone Quartet op en daarnaast zijn eigen kwartet, waarmee hij in 1981 New Blues, zijn eerste album onder eigen naam opnam.

## Jaren tachtig, De Noodband
Geïnspireerd door optredens van nieuwe Amerikaanse free funkbands op de Groninger Jazzmarathon richtte Laurillard in 1981 de Noodband op, een dubbeltrio met twee saxofonisten, twee basgitaristen en twee drummers. Dat ensemble kreeg internationale bekendheid toen stemkunstenares Greetje Bijma zich bij het sextet voegde. Er werd opgetreden op festivals in heel Europa. De Noodband bracht twee platen uit en mag als Laurillards meest succesvolle project beschouwd worden.

## Jaren negentig
De Noodband werd gevolgd door onder meer La Vida Super Nova, het Greetje Bijma Kwartet, de Tam Tam FanFare, Baritone Madness, het Up There Trio, schreeuwkoor The Blasters en The Holes met onder andere Tony Buck.
Na zijn terugkeer naar Amsterdam, in 1995, begon hij groepen en projecten als Jerkstation, In Da Da Pocket en het ZuiderZee Orkest. Vervolgens woonde en werkte hij vanaf 1999 in Utrecht.

## Jaren nul
Laurillard was artistiek directeur van Luchtkastelen, een internationaal festival van hedendaagse orgelmuziek. Na een periode in Rotterdam (2004-2006) verdeelt hij zijn tijd tussen Nederland (Amsterdam, sedert 2011) en Bulgarije. In Bulgarije speelt hij met Food, de End Blues Band, het Dobrich Arts Ensemble en het Dobrich Poets Collective.

## Jaren tien
Naast acht soloalbums met gesequencete muziek van zijn soloact Jerkstation, richtte Laurillard een drietal bands opnieuw op: The Holes (2012), die jazzy dubstep spelen, het Greetje Bijma Kwintet en het orgelensemble Up There.

## Prijzen en onderscheidingen
- 1982: Boy Edgar Prijs
- 1986: Henri de Wolf Prijs
- 1986: Gouden Ventiel

## Bands
- Rock & roll bandje (1957)
- North Vancouver School Band (1960)
- The Accents (1962)
- Elastiek Band (1973)
- Groninger Workshop Orkest (1974)
- Super Jazz Kwartet (1978)
- Vertical Saxophone Quartet (1980)
- Alan Laurillard Quartet (1980)
- Noodband (1981)
- La Vida Super Nova (1984)
- Greetje Bijma Kwintet (1985)
- Tam Tam Fanfare (1987)
- Baritone Madness (1987)
- Improvised Music Ensemble (1988)
- Lion Tamer of Perpetuum (1989)
- Noord Pool Composers Orchestra (1990)
- Continental Contrast (1991)
- Up There Trio (1997)
- Seafood (1997)
- Red Fog (2000)
- Going Down (2002)
- Fresh Crew (2004)
- De Zuiderzee Orkest (2005)
- The Griot (2006)
- Javelin (2007)
- The Krishte Blues Band (2008)
- The Holes (2011) - opnieuw
- Het Greetje Bijma Kwintet (2015) - opnieuw
- The Westside Slam Crew (2015)
- Up There (2016) - opnieuw

## Discografie
Lp's
- 1976	5 x 6 met Herbert Noord 5
- 1980	New Blues met Alan Laurillard Quartet
- 1982	Shiver met Noodband
- 1986	Amycamus met Greetje Bijma Kwintet
- 1986	Shopping Around met Noodband
- 1987	Tam Tam Fanfare met Tam Tam Fanfare
- 1988	Dark Moves met Greetje Bijma Kwintet

CD's
- 1991	Tales of a Voice met Greetje Bijma Kwintet
- 1996	Push It met Up There Trio
- 1997	Bait met Seafood
- 1997  Ropewalk met Tristan Laurillard en Toddler Thor
- 2000	Race Till Death met Red Fog
- 2000	Mental Dive met Krutzen & Jerk
- 2000	Jerkstation met Jerkstation(solo)
- 2002	Take a Deep Breath met Going Down
- 2003	It Make You Healthy met Alivo
- 2004	Fresh Crew met Fresh Crew
- 2004	Gotta Crash on You met Going Down
- 2004	Voice Over met Jerkstation
- 2007	Squeak City met Jerkstation
- 2008	It's Dark Up There met Up There
- 2009  Sharp Points and Bubbles met Javelin
- 2009  Squeak City met Jerkstation
- 2009  Solarized met Jerkstation
- 2010  Radio 100 met Jerkstation
- 2011  Beat City met Jerkstation
- 2012  Around Ze World met Jerkstation
- 2013  On the One met Jerkstation
- 2014  Blue Squeaks met Jerkstation